# Sauceda (Cáceres)
Sauceda o la Socea es una pedanía del municipio español de Pinofranqueado, en la comarca de Las Hurdes, perteneciente a la provincia de Cáceres (Extremadura). Su nombre deriva de una frondosa sauceda, venida a menos, que había junto al río de los Ángeles, en el paraje del Chapallal. 
Su origen se remonta a los momentos en que nuestros antepasados prehistórico trazaron sus grabados en las peñas de los alrededores. Cuando la reconquista de la Trasierra extremeña por parte de las tropas cristianas, el sustrato de población autóctona se enriqueció con pastores proveniente de territorios del valle del Duero. El origen pastoril de las primeras majadas coincide con el de la mayoría de los asentamientos hurdanos. Seguramente el primer núcleo agrupado de casas, de estructura circular en pizarra, zócalo de pizarra y techo de entramado vegetal parecidas a las casas celtas del castro de Santa Tecla (La Guardia, Pontevedra), surgió en tiempos de la Roma republicana, cuando los vetones, habitantes de las alturas, fueron obligados a establecerse en los valles. Téngase en cuenta que no lejos se ubicaba el castro vetón de "Otulia" o "Vetulia", cerca de la mina de oro de los Llanos del Convento, activo en época romana.

## Situación
Esta pequeña alquería de la comarca de Las Hurdes está ubicada al norte de la provincia de Cáceres, junto al río Los Ángeles, en la llamada "boina" de Extremadura. 
Pertenece al partido judicial de Plasencia, a la comarca de Las Hurdes y al ayuntamiento de Pinofranqueado, que es el núcleo urbano más cercano (unos 3 km de distancia). Antiguamente perteneció al partido judicial de Granadilla, englobándose dentro de los territorios de la dehesa de lo Franqueado, que pertenecían a los Álvarez de Toledo, por entonces duques de Alba, y más recientemente al partido judicial de Hervás. 

## Comunicaciones
Acceso por la carretera local CC-157 que parte de Pinofranqueado, donde enlaza con la autonómica EX-204, de Coria a Salamanca. Toda la serranía dispone de abundantes caminos forestales, donde se puede practicar el ciclismo, el senderismo u otros deportes parecidos.

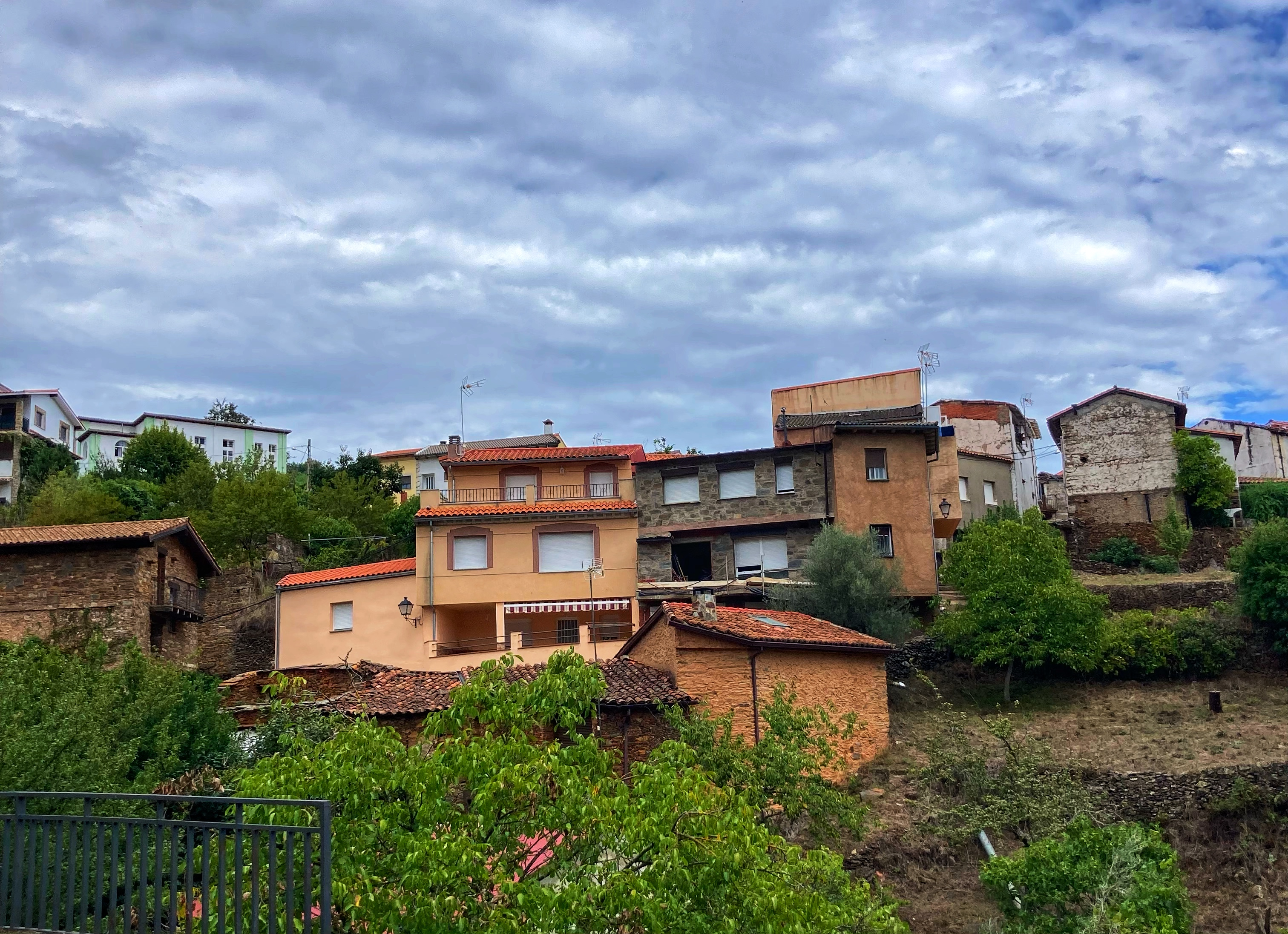
Casas en Sauceda

## Lugares de interés
La zona urbana cuenta con calles estrechas y sombradas, donde alternan casas antiguas con construcciones de moderna planta.
Destaca la arquitectura popular hurdana en pizarra de la zona de los Corrales, el puente del río de los Ángeles, el molino de aceite y el Pontón del arroyo de los Corrales. 
En cuestiones medioambientales, cabe mencionar los Canchales del Parral y la Buitrera, donde anidan la cigüeña negra, la cigüeña común, el alimoche, el águila real y el buitre leonado, así como las chorreras de La Buitrera, El Parral y Aralpino. Los arroyos de montaña (Aralpino o arroyo Alpino, Nebral o Enebral, Sereái o Heredades, Buitrera, Parral y Rocasa) cuentan con pequeñas cascadas y charcos de agua clara dignos de contemplar. Por sus márgenes crecen el acebo, el durillo, el enebro, el brezo, el jaguarzo, la jara y el madroño. Entre el matorral de la serranía se crían el jabalí, el zorro, el gato montés, la gineta y alguna, aunque rara vez, el lobo. 
El río de los Ángeles cuenta con estupendas zonas de baño en charcos como el Begón, la Vaera y el Fresno, siendo la mejor la estupenda piscina natural del paraje del Puente. En sus orillas anida el Martín Pescador y crecen frondosas hileras de alisos y algunos sauces. No es raro ver cómo cazan en sus pozas las bellas nutrias. 
A pesar de pasadas plagas de incendios, la serranía y el valle cuentan con bellos pinares y feraces huertos.                                           
Puede hablarse de un auténtico complejo petrogífico de grabados rupestres al aire libre, ejecutados mediante las técnicas del piqueteado y la incisión en surco, cuyos principales paneles se encuentran a unos tres kilómetros de la población, en los parajes del regato del Chorrero (El Riscal), camino del olivar de la Sereái (Las Herraduras), cortafuegos de la Collada de Matacabra (arrasado por las máquinas de cadena) y regato de las Pimpollosas (dos paneles, uno de ellos el más rico en motivos). Su cronología abarca desde el Bronce Final hasta la romanización, según doctores de Universidad de Salamanca como Mª Carmen Sevillano Sanjosé, Julián Bécares, Luis Benito del Rey y Ramón Grande del Brío, que han publicado estudios sobre los petroglifos hurdanos. En el paraje de La Cancharra, cerca de la confluencia de los arroyos del Nebral y Sereái, se conservan restos de un enterramiento aislado de carácter dolménico, donde puede apreciarse la cámara delimitada por unas cuantas de lajas clavadas verticalmente. Indicios de otro enterramiento aislado pueden apreciarse en la Collada de las Calabaceras, en un altozano entre los arroyos de Aralpino y Escogosa. Posible necrópolis se ubica en paraje de Juntano, justo por encima de la pista forestal. Restos de posibles construcciones redondas de hace unos dos mil años pueden observarse en los parajes de Las Llanás y El Barrial. Frente a la alquería aún son apreciables los restos del legendario Canal de los Moros, que iba desde la fuente de la Espigajera (Ovejuela) hasta Granadilla y que fue construido por el cadí moro de Casar de Palomero como condición necesaria para que pudiera casarse con la bella hija del adelantado cristiano de la Villa de Granada, actual Granadilla, en los oscuros tiempos medievales.
Existe también un albergue juvenil que depende de la Junta de Extremadura, adecuado en lo que fuera antigua escuela mixta construida durante la II República.
A pesar de la escasa población, la alquería dispone de campo de fútbol 11 y pista polideportiva, junto al merendero y el parque.

## Demografía
Según los datos más actuales publicados por el INE al 1 de enero de 2021 el número de habitantes en Sauceda es de 72 personas, 3 habitantes más que en el año 2020. En sus mejores tiempos llegó a contar con cerca de 200 habitantes llegó incluso a ser más grande que el municipio de Pinofranqueado. Pero el paso de la carretera EX-204 por Pinofranqueado y el desequilibrio entre población y recursos provocó que muchos jóvenes se buscasen la vida en otros lugares. Destaca el elevado número de funcionarios nacidos en Sauceda, que supera el 30 % del censo.

## Fiestas
Se celebran el último fin de semana de junio o el primero de julio, en honor a la Virgen Milagrosa. 
Resultaba típica la carrera de burros, con la característica añadida de que los jinetes montan mirando hacia atrás, sin embargo hace ya unos años que ya no se celebra dicha carrera. 
Antiguamente la festividad principal era la del Cristo (15 de septiembre), seguida de la de Sagrada Familia de Nazaret, cuya imagen iba desfilando de casa en casa.
El 1 de marzo de 2025 se celebró el Carnaval Jurdanu, fiesta declarada de interés turístico regional, en Sauceda, con notable éxito, a pesar de quw no dejó de llover en todo el día